# پی‌تی‌ام
پی‌تی‌ام (انگلیسی: Paytm)  شرکت خدمات مالی هندی است، که در سال ۲۰۱۰ توسط ویجی شخار شارما تأسیس شد.